# Kamala Markandaya
Kamala Markandaya, pseudonimo di Kamala Purnaiya Taylor (Mysore, 23 giugno 1924 – Londra, 16 maggio 2004), è stata una scrittrice e giornalista indiana.

## Biografia
Kamala Purnaiya studiò all'università di Madras e lavorò tra il 1940 e il 1947 per alcuni giornali indiani, sui quali pubblicò anche romanzi in lingua inglese, con i quali affrontava lo scontro di valori tra la tradizione indiana e l'Occidente..
Dopo l'indipendenza dell'India emigrò in Gran Bretagna, dove si sposò e visse il resto della vita; è qui che pubblico Nettare in un setaccio, la sua opera più famosa, che ebbe un successo internazionale.

## Opere
- 1954 : Nettare in un setaccio (Nectar In A Sieve)
- 1955 : Some Inner Fury
- 1960 : A Silence of Desire
- 1963 : Possession
- 1966 : A Handful of Rice
- 1969 : The Coffer Dams
- 1972 : The Nowhere Man
- 1973 : Two Virgins
- 1977 : The Golden Honeycomb
- 1982 : Pleasure City